# Lamadeleine-Val-des-Anges
Lamadeleine-Val-des-Anges település Franciaországban, Territoire de Belfort megyében. Lakosainak száma 49 fő (2022. január 1.). Lamadeleine-Val-des-Anges Kirchberg, Étueffont, Dolleren, Masevaux-Niederbruck, Grosmagny, Riervescemont, Rougemont-le-Château és Vescemont községekkel határos.

## Népesség
A település népességének változása:
| Lakosok száma | 36   | 39   | 40   | 40   | 42   | 43   | 44   | 48   | 49   |
|               | 2013 | 2015 | 2016 | 2017 | 2018 | 2019 | 2020 | 2021 | 2022 |